# خلنج طرفي
خلنج طرفي أو خلنج كورسيكي أو خلنج عمودي (الاسم العلمي:Erica terminalis) (بالإنجليزية: Corsican heath or upright heath)‏ هو نوع من النباتات يتبع جنس الخلنج من الفصيلة الخلنجية.